# Take Good Care of My Baby
Take Good Care of My Baby är en låt skriven av Carole King och Gerry Goffin som spelades in av Bobby Vee och gavs ut 1961. Den blev en populär sång och hit # 1 på den amerikanska Billboard Hot 100 i september. Under 1968 blev den en hit för Bobby Vinton och nådde # 33 på den amerikanska Billboard-listan. Låten spelades in av The Beatles den 1 januari 1962 under deras provspelning på Decca Records. Dion spelade också in en version, men den har inte givits ut. Gary Lewis and the Playboys spelade in en cover 1965 på sitt album She's Just My Style. Även Smokie (Solid Ground, 1981) har spelat in en cover, och tyska popstjärnan Sasha (Dick Brave och Backbeats, 2003).
Låten spelas i TV-filmen Labor of Love: The Arlette Schweitzer Story.